# The Young New Mexican Puppeteer
Singles de Tom Jones
Till
(1971) Letter to Lucille
(1973)
The Young New Mexican Puppeteer est une chanson du chanteur gallois Tom Jones, sortie sous forme de single en 1972.

## Histoire
Écrit par Earl Shuman et Leon Carr, The Young New Mexican Puppeteer est décrit par les autrices Lucy Ellis et Bryony Sutherland comme un « morceau rythmé par les congas, plein de fioritures funky jouées par les flûtes et les trompettes mariachi ». Il a pour face B All That I Need Is Some Time.
Les paroles de la chanson, dans lesquelles sont cités des personnalités telles que Martin Luther King, Abraham Lincoln ou Mark Twain, contiennent un message à caractère politique, ce qui est inhabituel dans le répertoire du chanteur gallois, davantage réputé pour ses chansons romantiques et pour sa réticence à mêler musique et politique.
Le single sort sous le label Decca (F 13298) en avril 1972, en prévision de la tournée mondiale que Tom Jones s'apprête à effectuer la même année. Il se hisse en mai  à la 6e place des ventes au Royaume-Uni mais ne dépasse pas la 80e place dans les charts américains.
The Young New Mexican Puppeteer est intégré dans l'album Close Up de Jones, commercialisé en juin 1972.

## Reprises
Le chanteur allemand Roberto Blanco enregistre une reprise de la chanson en 1972, sous le titre Der Puppenspieler von Mexiko, qui atteint la 49e place des charts en Allemagne. 